# Bruce Marks
Bruce Marks (New York, 31 gennaio 1937) è un ex ballerino, coreografo e direttore artistico statunitense, primo ballerino dell'American Ballet Theatre dal 1961 al 1971 e del Balletto Reale Danese dal 1971 al 1976.

## Biografia
Nato e cresciuto a New York, cominciò a studiare danza classica alla High School of Performing Arts nel 1950 e l'anno successivo danzò nella prima mondiale di Ironic Rite di Pearl Lang. Negli anni successivi danzò per Lang anche nei primi allestimenti di And Joy Is My Witness, Nightflight, Apasionado, Black Marigolds e Shira. Dopo il diploma continuò a perfezionarsi alla Brandeis University e alla Juilliard School, dove fu allievo di Margaret Craske, Alfredo Corvino, Mattlyn Gavers e Antony Tudor.
Su suggerimento di Tudor, si unì al Metropolitan Opera Ballet nel 1956 e fu promosso al rango di solista nel 1958. L'anno dopo fu invitato a danzare al Festival dei Due Mondi di Spoleto. Nel 1961 fu scritturato dall'American Ballet Theatre, che lo promosse rapidamente al rango di primo ballerino. Avrebbe danzato con la compagnia per i dieci anni seguenti, danzando in ruoli principali in balletti quali Theme and Variations, Romeo e Giulietta, Il lago dei cigni, La bella addormentata, Coppélia e Petruška. 
In questi anni danzò anche come étoile ospite con il London Festival Ballet, il Balletto reale svedese, Les Grands Ballets canadiens de Montréal, al Maggio Musicale Fiorentino e con il Balletto Reale Danese. Dopo aver danzato in due occasioni come ospite al Teatro reale danese, nel 1971 fu il primo danzatore statunitense a diventare ballerino principale a Copenaghen; in Danimarca ampliò il suo repertorio con ruoli principali in balletti di August Bournonville, tra cui La Sylphide e Napoli.
Nel 1976, dopo il ritiro dalle scene, fu nominato direttore artistico del Ballet West, ampliandone il repertorio con coreografie di Bournonville e Balanchine. Nel 1985 divenne direttore del Boston Ballet, di cui arricchì il repertorio con coreografie di John Cranko (Onegin, La bisbetica domata) e Michael Corden (Cenerentola), oltre a commissionare nuove creazioni a numerosi coreografi moderni e contemporanei, tra cui Bill T. Jones, Merce Cunningham e Twyla Tharp. Dopo il pensionamento nel 1997, tornò brevemente nel mondo della danza tra il 2006 e il 2008 come direttore dell'Orlando Ballet.
Fu sposato con la ballerina Toni Lander dal 1966 alla separazione nel 1985; la coppia ebbe tre figli. Dopo la morte di Lander nel 1985, si risposò con lo scenografo Paul Fiumedoro.